# Antoni Padewski

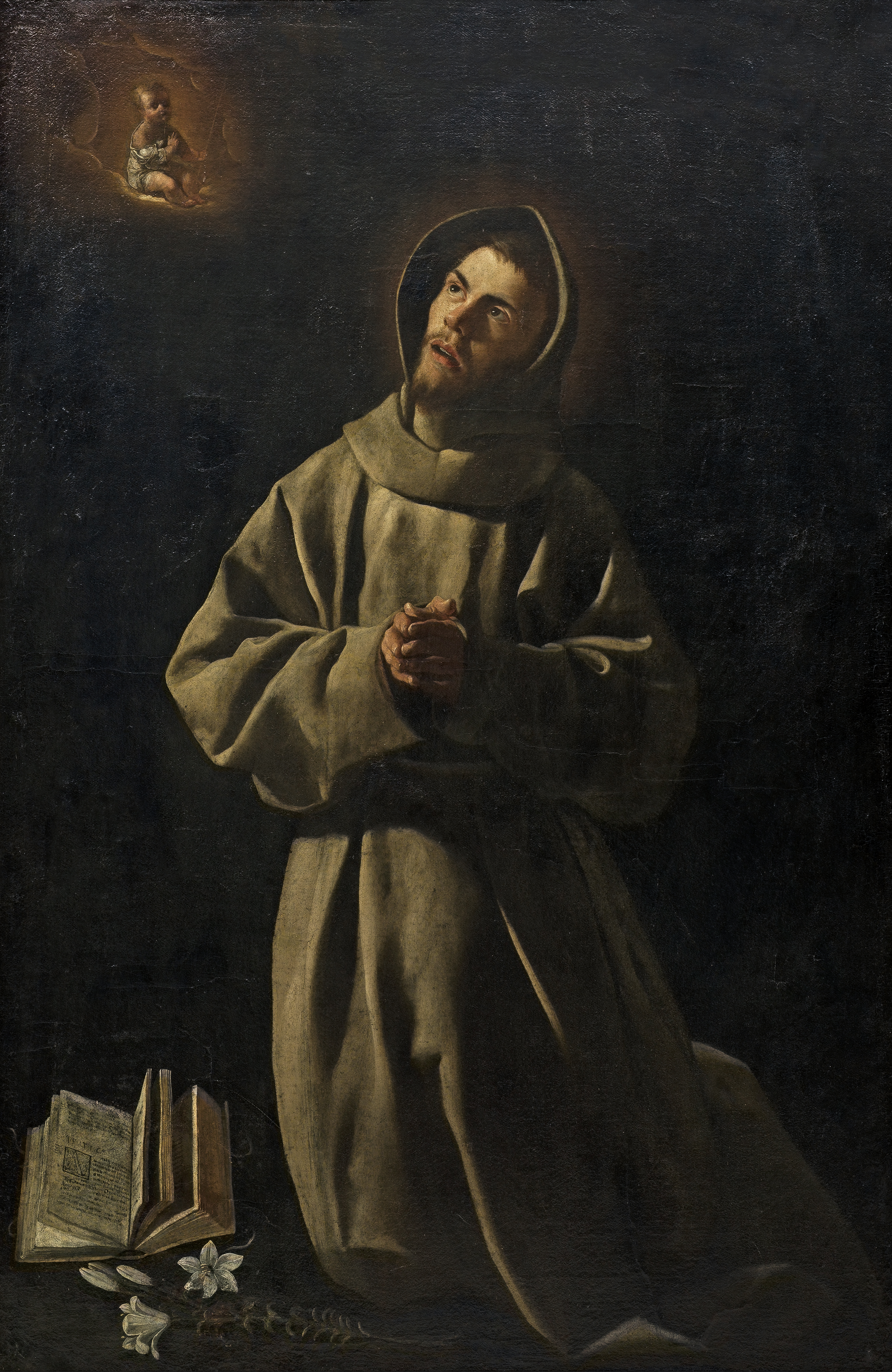
Francisco de Zurbarán, Objawienie Dzieciątka Jezus świętemu Antoniemu z Padwy

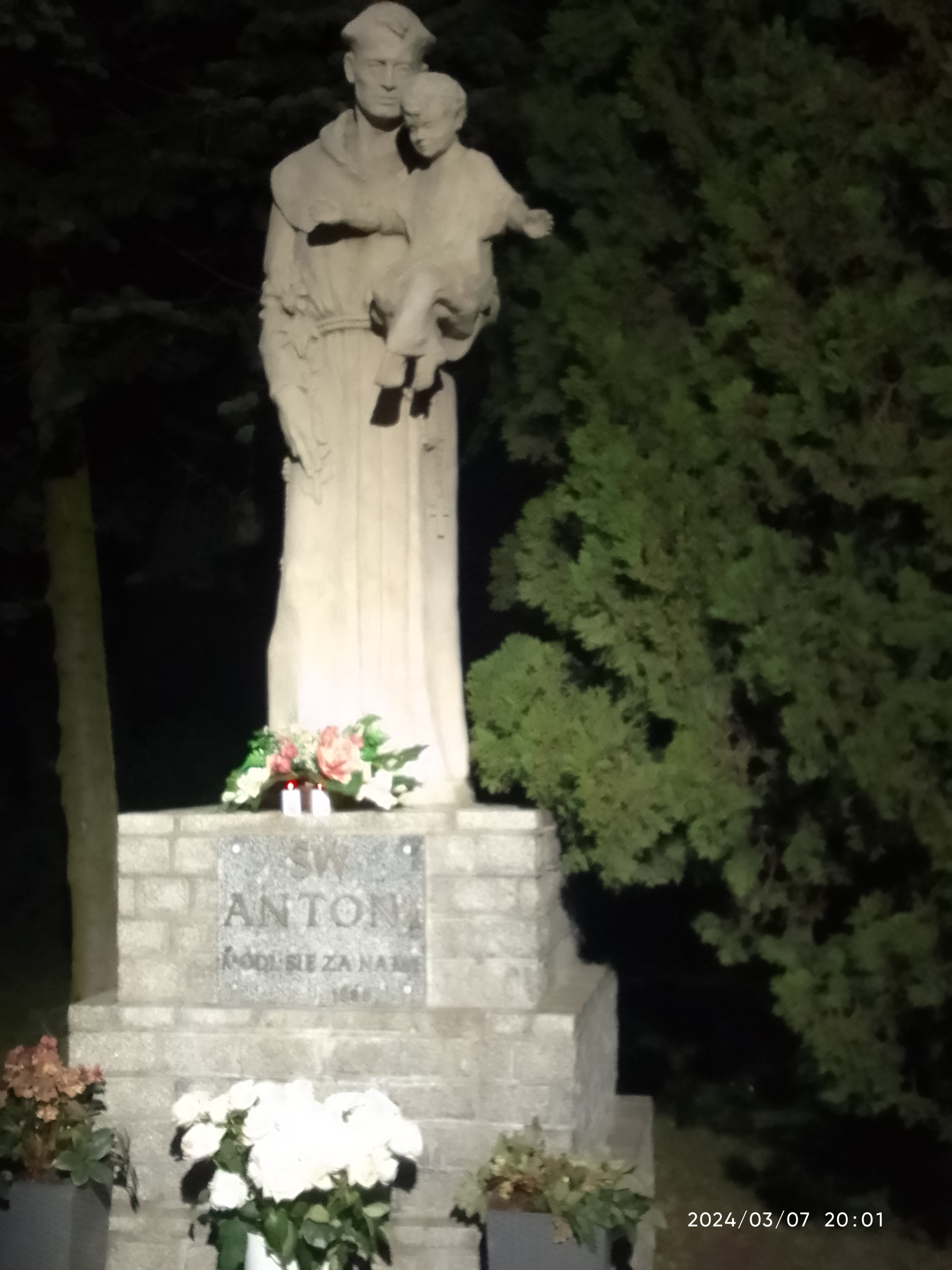
Monument sylwetki świętego Antoniego z Dzieciątkiem Jezus w Poznaniu

Antoni z Padwy, Antoni Padewski, Antoni z Lizbony, właśc. Fernando Martins de Bulhões (pol. Ferdynand Bulonne; ur. w 1191 w Lizbonie, zm. 13 czerwca 1231 w Arcelli k. Padwy) – portugalski teolog, franciszkanin, święty Kościoła katolickiego, prezbiter i doktor Kościoła.
Był nazywany „Doktorem Ewangelicznym” (łac. Doctor Evangelicus).

## Życiorys
Według XX-wiecznej rekognicji ciała Antoniego, urodził się on w 1191 roku, w Lizbonie, w majętnej, ale nie szlacheckiej rodzinie. Na chrzcie otrzymał imię Fernando, a jego rodzicami byli najprawdopodobniej Martin de Bulhões i Maria bądź Teresa. Według legend miał mieć brata: Pedra oraz dwie siostry: Marię i Felicjannę, ale nie ma na to historycznych dowodów. Podstawowe wykształcenie odebrał w szkole katedralnej, gdzie nauczycielem był jego stryj – ks. Fernando Martins. W wieku 15 lat przeżył kryzys moralny, który objawiał się nadmiernym pociągiem seksualnym i miał trwać około 2-3 lat W 1209 roku przezwyciężył kryzys i wstąpił do zakonu kanoników regularnych w klasztorze św. Wincentego. Dwa lata później przeniósł się do klasztoru św. Krzyża w Coimbrze. Studiował tam Pismo Święte, teologię, gramatykę, retorykę, dialektykę i nauki przyrodnicze. Około 1215-1216 roku przyjął święcenia kapłańskie.
W 1219 roku Coimbrę odwiedziło pięciu zakonników franciszkańskich: Berard z Carbio, Piotr z San Gemini, Akursjusz, Adjut i Otto, którzy wędrowali do Maroka, by nawracać Saracenów. Gdy Antoni dowiedział się, że zginęli oni śmiercią męczeńską postanowił wstąpić do franciszkanów, chcąc również ponieść śmierć za wiarę. Z trudem uzyskał zgodę przeora na opuszczenie kanoników regularnych i pod koniec lata 1220 roku przeniósł się do pustelni, przyjmując imię zakonne Antoni. Złożył profesję wieczystą nie odbywszy nowicjatu, gdyż jego obowiązek wszedł w życie w Italii 22 września, a do Portugalii dotarł jeszcze później.
W 1220 roku uzyskał zgodę prowincjała Półwyspu Iberyjskiego na wyjazd do Maroka i wyruszył tam wraz z bratem Filipem. Gdy dotarli do Ceuty, Antoni zachorował na febrę i zmuszony był przeczekać zimę, a wiosną 1221 roku wrócić do Portugalii. Jednak żaglowiec którym płynął napotkał burzę, która połamała maszty i zerwała żagle, w następstwie kierując go na Sycylię. Mnich pozostał tam około dwóch miesięcy, by następnie udać się do Asyżu, na kapitułę generalną zakonu. Za radą brata Gracjana (prowincjała Romandioli), w czerwcu 1221 roku udał się na Monte Paolo niedaleko Forlì, gdzie miał odprawiać msze dla sześciu franciszkanów, którzy mieli tam pustelnie. Wkrótce potem został wędrownym kaznodzieją i rozpoczął nauczanie w północnej Italii – Romanii, Emilii, Ligurii, Lombardii i Wenecji. Rozpoczął od głoszenia kazań w Rimini, gdzie heretycy usiłowali go otruć. Według legend miał nauczać w całej Italii: rozpoczynając od północy, a kończąc na Sycylii, jednak nie ma na to historycznych dowodów. Pod koniec 1223 albo na początku 1224 roku Franciszek z Asyżu mianował go nauczycielem teologii dla minorytów, a niedługo później Antoni został pierwszym lektorem we franciszkańskim studium teologicznych w Bolonii. Aby sprostać nowym zadaniom udał się do Vercelli, gdzie teologii nauczał opat kanoników regularnych Tomasz Gallo. W 1224 roku kapituła wysłała go do Francji, gdzie miał wspomóc dominikanów w zwalczeniu herezji albigensów. 30 listopada 1225 roku wziął udział w synodzie w Bourges, a 7 czerwca 1226 roku został wybrany kustoszem Limoges. Według tradycji katolickiej, w tym ostatnim mieście miał dokonać kilku cudów, między innymi bilokacji. Nauczał także w Montpellier, Tuluzie, Limousin i w Prowansji.
Po śmierci Franciszka z Asyżu, Eliasz Bonbarone zwołał na 27 maja 1227 roku kapitułę generalną. Nowo wybrany generał Jan Parenti mianował Antoniego prowincjałem Romandioli, która obejmowała całą północną Italię. Na przełomie 1227 i 1228 roku przybył do Padwy. Wizytował wszystkie podległe mu klasztory i skupił się na działalności duszpasterskiej i nauczycielskiej. Na prośbę wielu współbraci napisał kazania na wszystkie niedziele roku zebrane w dziele Sermones Dominicales. Prawdopodobnie wiosną 1228 roku udał się do Rzymu, gdzie  udzielał odpustu z okazji Wielkiego Tygodnia. W lipcu uczestniczył w mszy kanonizacyjnej św. Franciszka w Asyżu.
25 maja 1230 roku w Asyżu odbyła się kapituła generalna, na której powstały rozbieżności w kwestii interpretacji ubóstwa oraz Testamentu św. Franciszka. Kapituła powołała komisję, mającą skierować te pytania do papieża, w skład której weszli: Haymon z Faversham, Gerard Rossignol, Leone da Perego, Gerard z Modeny, Piotr z Brescii i Antoni z Lizbony. Po zakończeniu prac komisji przyszły święty zrezygnował z funkcji prowincjała, z przyczyn zdrowotnych i powrócił do Padwy, oddając się modlitwie i kaznodziejstwu. Nawróceni przez niego grzesznicy i heretycy pod koniec 1227 roku utworzyli bractwo franciszkańskie Colombini, na wzór trzeciego zakonu. Dzięki staraniom Antoniego, komuna miejska Padwy w 1231 roku wprowadziło prawo mówiące, że niewypłacalny nie ze swojej winy dłużnik nie może być zmuszony do cedowania swoich dóbr na rzecz wierzyciela, ani nie może być więziony jeśli nie zdefraudował długu. Ponadto sędzią miał być podesta a nie wierzyciel. Lizbończyk zaangażował się także w próbę uwolnienia więźnia politycznego hrabiego Rizzarda di Sambonifazio u podesta Werony Ezzelina da Romano, jednak bezskutecznie.
Najbliższymi przyjaciółmi Antoniego w Padwie byli franciszkanin Łukasz Belludi i klaryska Helena Enselmini. Pod koniec życia przyszły święty kontemplował i modlił się w celi znajdującej się na orzechu niedaleko klasztoru w Camposampiero. 13 czerwca 1231 zasłabł i poprosił współbraci aby zawieźli go do Padwy. Zbliżając się do miasta spotkali brata Vinotta, który poradził im, aby zatrzymali się u klarysek w Arcelli, na co wszyscy przystali. Antoni zmarł tego samego dnia wieczorem (prawdopodobnie na puchlinę wodną), po wyspowiadaniu się i przyjęciu sakramentu namaszczenia chorych. Cztery dni później został pochowany w kościele Świętej Marii.
Za życia zwano go „młotem na heretyków”. Był jednym z najbardziej cenionych kaznodziejów XIII w.; elokwentny, ze świetną pamięcią, szeroką wiedzą i silnym, czystym głosem. W pracy nad kazaniami posługiwał się „metodą konkordancji tematycznej” łącząc ze sobą cztery rodzaje tematyki: historię Starego Testamentu oraz trzy części Mszy św. – introit, epistołę i Ewangelię.

## Kanonizacja
Jego proces kanonizacyjny jest najkrótszym w historii Kościoła katolickiego, kanonizowany 30 maja 1232 przez papieża Grzegorza IX (ogłoszony świętym 352 dni po śmierci).
16 stycznia 1946 papież Pius XII ogłosił go doktorem Kościoła.
Jego wspomnienie lub święto w Kościele katolickim obchodzone jest w dzienną rocznicę śmierci (13 czerwca) i jest hucznie obchodzone w Lizbonie.

## Kult i patronat
Na miejscu grobu św. Antoniego w Padwie wznosi się poświęcona jego czci bazylika, jedno z najpopularniejszych sanktuariów w Europie.
Katolicy uznają, że pewnej nocy Dzieciątko Jezus nawiedziło Antoniego i ucałowało go zapewniając o miłości Boga. Z tej przyczyny święty jest przedstawiany z małym Jezusem z Nazaretu na ręku.
W Polsce cieszy się szczególnym kultem w Przeworsku, Radecznicy, Ratowie, Łodzi-Łagiewnikach, Chełmie, Człopie, Padwi Narodowej, Suszu, Niewodnicy Kościelnej, Jaśle.
Święty Antoni jest patronem osób i rzeczy zaginionych, Lizbony, Padwy, franciszkanów, antoninek, licznych parafii, kościołów i bractw; dzieci, górników, małżeństw, narzeczonych, położnic, ubogich i podróżnych. Patronuje ok. 150 parafiom na terenie Polski. Święty Antoni ustanowiony został też patronem miast: Jasła (od 1996), Rybnika (od 2007), Lipna (od 2009), Brodnicy (od 2014), Przeworska (od 2015), Tomaszowa Mazowieckiego (od 2015) oraz Lublina.
Św. Antoni Padewski patronuje także historycznej stolicy województwa podlaskiego – Drohiczynowi. W kościele pofranciszkańskim znajduje się łaskami słynący obraz świętego. Można tam usłyszeć również składający się z blisko 30 zwrotek Kant do Św. Antoniego Padewskiego, który jest w ostatnich latach śpiewany w skróconej do 11 zwrotek wersji. Coroczny Odpust św. Antoniego cieszy się większą popularnością aniżeli rocznica poświęcenia kościoła katedralnego pw. Trójcy Przenajświętszej w Drohiczynie.

## Objawienia
W 1664 roku w Radecznicy miały rozpocząć się objawienia (jedyne na świecie udokumentowane i potwierdzone) na wzgórzu zwanym Łysą Górą św. Antoniego z Padwy tkaczowi Szymonowi. Antoni w swych objawieniach miał nakazać zbudowanie na wzgórzu świątyni. Trzynaście lat później podobnych objawień miał doznać cieśla z Łagiewników. W 1667 roku powstała kaplica w Radecznicy, gdzie sprowadzono bernardynów. Szybko zaczęto wznosić drewniane zabudowania kościoła i klasztoru, a specjalna komisja teologów przesłuchała świadków zdarzeń i osoby, które doznały tu łask. Na początku XVIII wieku wytworzyła się tradycja odpustów, obchodzonych 13 czerwca, które gromadziły wielu ludzi.

## Ikonografia

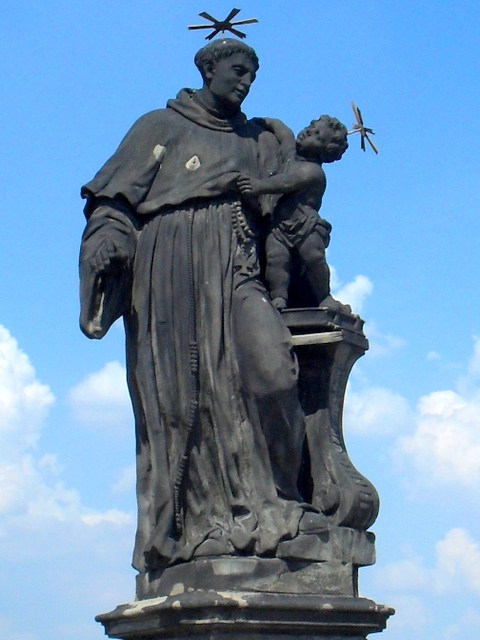
Św. Antoni z Dzieciątkiem Jezus na praskim moście Karola

W ikonografii św. Antoni przedstawiany jest w habicie franciszkańskim, przepasany sznurem z widocznymi trzema węzłami i w sandałach; nieraz głosi kazanie, czasami trzyma Dziecię Jezus. Jego atrybutami są: księga, lilia, serce, chłopiec, Dzieciątko Jezus, ogień – symbol gorliwości, bochen chleba, osioł lub  koń lub muł, ryba.

## Święty w filmie
- Antonio di Padova, Il santo dei miracoli – film biograficzny, reż. Giulio Antamoro, 1931
- Antonio di Padova – film biograficzny, reż. Pietro Francisci, 1951
- Sant'Antonio di Padova – film biograficzny, reż. Giorgio Salce, 1990
- Historia świętego Antoniego – film TV biograficzny, reż. Umberto Marino, 2002
- Antoni. Boży wojownik – film biograficzny, reż. Antonello Bellucco, 2006